# Abildgård Kirke
Koordinaten: 57° 26′ 50,7″ N, 10° 31′ 29,8″ O
Die Abildgård Kirke (Abildgård-Kirche) ist zusammen mit der Fladstrand Kirke Gemeindekirche der dänischen Abildgård-Gemeinde. Diese gehört der dänischen Volkskirche in der Frederikshavn Provsti des Bistums Aalborg an.
Das Kirchgebäude ist kennzeichnend für moderne dänische Kirchbauarchitektur: Die Kirche wurde als Gemeindezentrum, also mit angrenzenden Gemeinderäumen, vom königlich dänischen Bauinspektor Leopold Teschl konzipiert und in den Jahren 1969–1970 errichtet.

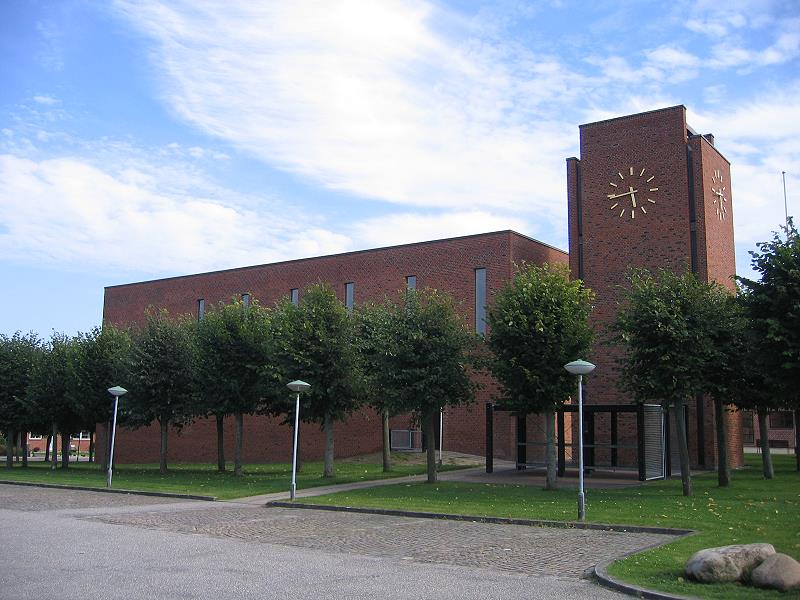
Abildgaard Kirke

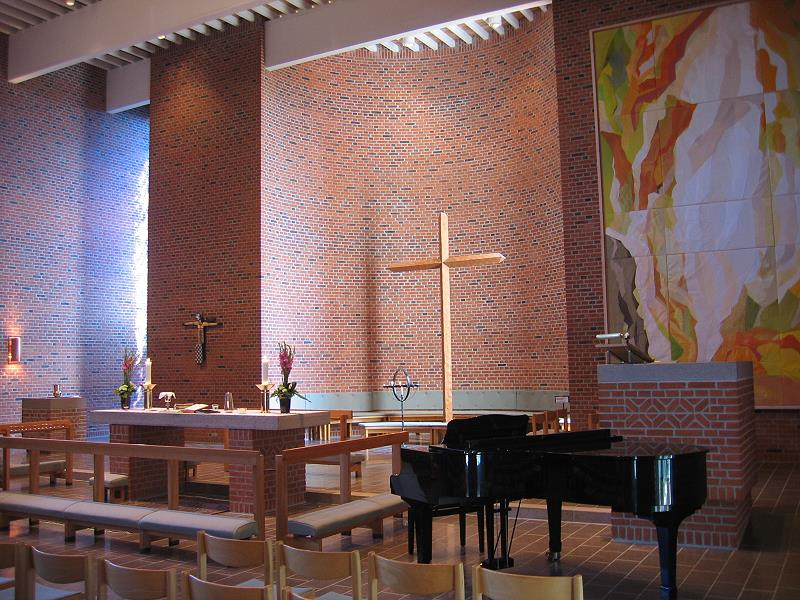
Apsis

## Gemeinde

### Geschichte
Ursprünglich war die Fladstrand Kirke einzige Kirche für Frederikshavn. Mit dem großen Wachstums Frederikshavns war schließlich eine größere Kirche notwendig, sodass 1892 die Frederikshavn Kirke eingeweiht wurde. Die Fladstrand Kirke mit ihrem angrenzenden Friedhof wurde nur noch als Kapelle für Beisetzungen genutzt.
Anfang des 20. Jahrhunderts wurde im Süden Frederikshavns die Bangsbostrand Kirke errichtet, um die Frederikshavn Kirke zu entlasten.
Nach dem Zweiten Weltkrieg wuchs Frederikshavn weiter rasant, sodass 1964 die Kirchengemeinde Frederikshavn aufgeteilt wurde in den Abildgård Sogn, Bangsbostrand Sogn und Frederikshavn Sogn. Die Abildgård-Gemeinde erhielt zunächst die Fladstrand Kirke als Pfarrkirche, die allerdings zu klein war, sodass schließlich am Donnerstag, dem 7. August 1969 der Grundstein der Abildgård Kirke vom damaligen Aalborger Bischof Erik Jensen gelegt wurde.
Ende der 70er Jahre hatte die Gemeinde mehr als 12.000 Mitglieder, sodass der östliche Gemeindeteil dem Frederikshavn Sogn angegliedert wurde.

### Gemeindearbeit
Die Abildgård-Gemeinde ist gekennzeichnet von einer lebendigen Gemeindearbeit, was sich an den großen Gemeinderäumen erahnen lässt, die zu diesem Zweck im Jahr 2006 erweitert wurden.
Im Bereich der Kinder- und Jugendarbeit kooperiert die Gemeinde mit dem FDF und dem KFUM sowie KFUK, die hauptsächlich Pfadfinderarbeit anbieten.
Die Abildgård-Gemeinde hat insgesamt drei Pfarrstellen, des Weiteren wird die Gemeinde von zwei hauptamtlichen Kirchenmusikern, drei Küstern, einer Gemeindehelferin sowie drei Kirchdienern (in Dänemark nicht gleichbedeutend mit Küster), davon einem Administrationschef, betreut.

## Gebäude

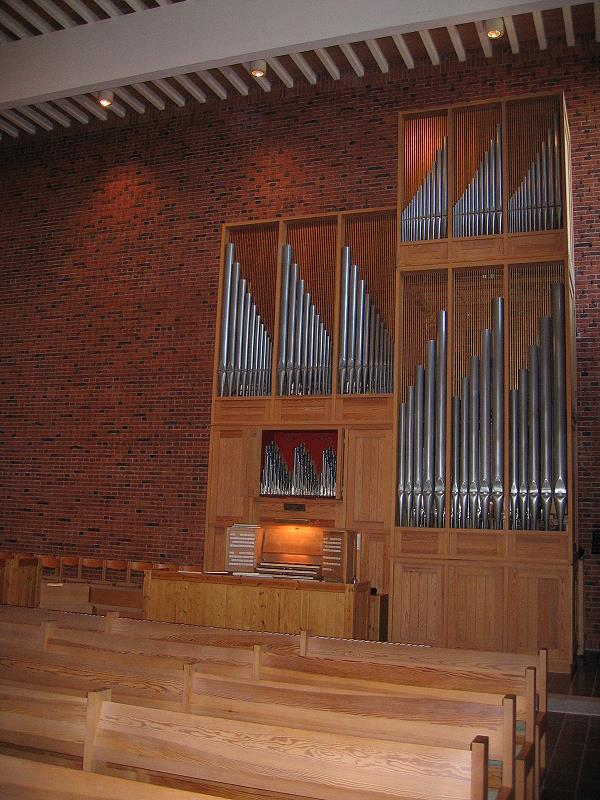
Orgel

Die Abildgård Kirke steht auf einem circa 7.000 m² großen Grundstück am Hjørringvej in Frederikshavn. Im nördlichen Teil des Grundstücks befindet sich ein Parkplatz, es folgt das in roten Ziegelsteinen erbaute Kirchengebäude zunächst mit dem 13 m hohen Turm, der vier Glocken trägt, im Westen und dem Kirchsaal an sich. Der Kirchsaal ist wie üblich mit der Apsis nach Osten ausgerichtet, wobei die Apsis selbst ein halbrunder Anbau ist, womit die Kirche an die Basilikatradition anknüpft. Danach folgen nach Süden die Gemeindesäle, die um einen Innenhof herum gebaut wurden. Seit der Erweiterung im Jahr 2007 ist der Innenhof zu einer zentralen Halle mit Glasdach umgebaut worden. Zu diesem Innenhof hin befinden sich drei große Fenster im Kirchenschiff, ansonsten dringt nur durch kleine Fenster in der Nordseite sowie durch die schmalen Mosaikfenster in der Ostseite Tageslicht.
Die Wände des Kirchsaals sind auch von innen in roten Ziegeln gemauert. Der Boden ist mit rotem Granit gefliest. Zur Apsis hin befindet sich eine Stufe, auf dieser Erhöhung befindet sich das Taufbecken und die Kanzel, beide sind ebenfalls gemauert. Der Altar befand sich ehemals in der halbrunden Apsis an der Ostseite des Kirchenschiffs, wurde allerdings weiter zur Gemeinde hin gerückt. Der Altar besteht aus zwei gemauerten Säulen mit einer massiven grauen Granitplatte. Ein Altarbild ist nicht vorhanden, sondern ein schlichtes Holzkreuz in der Apsis. Die Bänke sowie die Stühle des Kirchsaals sind aus hellem Eichenholz.
Die Orgel wurde 1970 von der Firma Bruno Christensen og sønner aus Tinglev gebaut und besitzt 2.200 Pfeifen, verteilt auf 30 Register, die von 3 Manualen und Pedal bespielt werden. Neben dem Hauptwerk und dem Pedal besitzt die Orgel zwei schwellbare Werke, das Brustwerk und das Schwellwerk.